# Triskelion (Marvel Comics)
El Triskelion es un complejo de seguridad ficticio utilizado como base principal de operaciones por parte de S.H.I.E.L.D. en Marvel Comics. Característico del universo de Ultimate Marvel, el edificio apareció por primera vez en The Ultimates # 3 (mayo de 2002).

## Historia
En el universo Ultimate Marvel, el Triskelion es la sede de la isla de S.H.I.E.L.D. y estaba habitado antiguamente por The Ultimates. El diseño arquitectónico del Triskelion fue planeado y diseñado por el arquitecto Frank Gehry. El Triskelion había sido diseñado en un principio por el arquitecto británico Norman Foster y se planeaba que tuviese la movilidad como el Helicarrier, pero nunca llegó a ver la luz, debido a problemas monetarios. El Triskelion fue destruido de manera parcial, pero significativa, por los Libertadores, cuando sus supersoldados empujaron y se escabulleron en el Helicarrier sobre la instalación. La Bruja Escarlata (quien estaba presente en la oficina de Nick Fury) utilizó sus poderes para salvar sólo el primero de los tres pisos del edificio y todo el mundo dentro de ellos.
Mientras duró el proceso de reparación, el Triskelion experimentó una fuga masiva causada por el Duende Verde, que se reunió con el Doctor Octopus, Electro, Hombre de Arena y Kraven el Cazador para formar los Ultimate Six.
Durante el ultimátum de historia, el Triskelion fue atacado por duplicados terroristas suicidas del Hombre Múltiple hasta que Hank Pym se sacrificó en la detención de los clones. Poco después de los acontecimientos del ultimátum, el Triskelion estaba pasando por una etapa de reparaciones y se convirtió en la sede de reemplazos de "The Ultimates", Los Vengadores.
Durante el mandato de los Vengadores, el Triskelion fue atacado por vampiros. En la batalla subsiguiente toda la instalación acabó siendo transportada a la mitad del desierto en Irán. El gobierno iraní expresó su preocupación por la presencia del Triskelion, por lo cual los S.H.I.E.L.D. reubicaron temporalmente su sede en Industrias Stark. Con la ayuda de la Iniciativa de Defensa Europea, S.H.I.E.L.D. estaba tratando de encontrar una manera de devolver el Triskelion de nuevo a Nueva York.
Este Triskelion se dejó al nuevo gobierno proestadounidense recién establecido Irán, después de que rebeldes motorizados derrocasen a los antiguos gobernantes iraníes, como un camino para amenazar a Rusia, China y a las autoridades de las naciones árabes.
Un nuevo Triskelion fue construido en Nueva York y en otros países, como por ejemplo uno en Bangkok, en la República del Sudeste Asiático (SEAR, en sus siglas en inglés), otro estado-sobrehumano de reciente creación).
El Triskelion, en la ciudad de Nueva York, fue destruido cuando Hulk escapó de la custodia junto con Reed Richards, pero fue reconstruido en una fortaleza volante utilizando la tecnología de Richards 'Aleph-One.
Durante la historia de Secret Wars, el Triskelion se destruye cuando Verde en forma de Doc de Hulk, utiliza el Especial Fastball con Coloso durante la incursión entre la Tierra-616 y de la Tierra-1610.

## Otras versiones
La versión de la Tierra-616 del Triskelion debuta como parte del caso totalmente nuevo y diferente de Marvel. Se encuentra en la costa de Manhattan. Cada una de los tres alas del Triskelion sirve para un propósito diferente, pues cada una de ellas irradia desde el eje central. La primera ala alberga el equipo de la Tierra para el Programa de Vuelo Espacial Alfa. La segunda ala actúa como la Embajada de Wakanda. La tercera ala es la sede de la versión Tierra-616 de The Ultimates.
El Triskelion es revelado más adelante también como anfitrión de un contingente del personal de S.H.I.E.L.D., incluido un equipo médico de emergencia.

## En otros medios

### Televisión

#### Acción en vivo
- El Triskelion aparece en la serie de televisión de Marvel Cinematic Universe Agents of S.H.I.E.L.D.. Después de ser mencionado por los personajes del programa, el Triskelion aparece con frecuencia en el tercer "grupo" de la cuarta temporada, Agents of Hydra, que actúa como la sede principal de Hydra en una realidad simulada llamada Framework. Una versión alternativa de la línea de tiempo de 1983 aparece en el episodio de la séptima temporada "Brand New Day", durante el cual es destruido por los Chronicoms. En el final de la serie de Agents of S.H.I.E.L.D., S.H.I.E.L.D. ha reconstruido el Triskelion en el 2020.

#### Animación
- El Triskelion aparece en las películas de animación de Ultimate Avengers y Ultimate Avengers 2. Al igual que en los cómics del edificio sirve como base de operaciones para el equipo de Vengadores. El Triskelion más tarde es invadido por el Chitauri.

- El Triskelion se ve en la serie de Ultimate Spider-Man:
  - En la tercera temporada como Ultimate Spider-Man: Web Warriors, episodio "Los Nuevos Guerreros", se menciona que es donde está la Academia S.H.I.E.L.D. ubicado en la costa de Manhattan. En el episodio "Academia S.H.I.E.L.D.", el Triskelion tiene a Robert Frank como su maestro junto con el Capitán América y Hawkeye como instructores invitados. También se muestra que está en algún lugar de la costa de Manhattan. El cuerpo robótico de Arnim Zola fue hallado dentro del Triskelion. En "Ataque de los Synthezoids", Arnim Zola resurge y toma el control del personal y los estudiantes en el Triskelion. Al final del episodio, Arnim Zola utiliza los misiles del Tri-Carrier para destruir el Triskelion como Spider-Man tiene planes para llevar al Agente Venom, Capa y Rhino en rescatar a todo el mundo de Arnim Zola. En "La venganza de Arnim Zola", el Triskelion es reconstruido después de la derrota de Arnim Zola.
  - En la cuarta temporada como Ultimate Spider-Man vs. Los 6 Siniestros, donde Spider-Man y sus compañeros superhéroes continúan su educación en la Academia S.H.I.E.L.D. del Triskelion hasta que se gradúan en el final de la serie y el Agente Venom y Araña Escarlata son promovidos como los maestros de los nuevos estudiantes.

- El Triskelion aparece en Hulk and the Agents of S.M.A.S.H. episodio 25, "Planeta Monstruo" Pt. 1. Se revela que está junto a las celdas de detención de El Líder y Ronan el Acusador. La Inteligencia Suprema envía a sus soldados Kree en atacar el Triskelion en liberar a Ronan el Acusador. El Kree al tener éxito en su misión, pero están convencidos de El Líder para traerlo a lo largo también.

### Película
El Triskelion aparece en el universo cinematográfico de Marvel:
- El Triskelion aparece en la película de 2014 Captain America: The Winter Soldier como la sede de S.H.I.E.L.D. en Washington D. C., donde se encuentra en la Isla Theodore Roosevelt, al pie del Puente Roosevelt. El Triskelion fue tomado por Hydra durante su levantamiento desde dentro de S.H.I.E.L.D. con el fin de utilizar tres Helicarriers armados para matar a las personas que Hydra consideraba amenazas. Más tarde es destruido por un Helicarrier deshabilitado (un evento más tarde mencionado por Victoria Hand en Agents of S.H.I.E.L.D., episodio " Turn, Turn, Turn""). El incidente fue citado por Thaddeus Ross como uno de una serie de incidentes de alto perfil que involucraron a los Vengadores que finalmente culminaron con la aprobación de los Acuerdos de Sokovia que conducirían a la Guerra Civil de los Vengadores en la película Capitán América: Civil War.[11]
- En un flashback al comienzo de la película Ant-Man (2015), el Triskelion se muestra incompleto pero ya funciona como la sede de S.H.I.E.L.D. cuando Hank Pym renuncia a su cargo en 1989.
- En Spider-Man: Homecoming (2017), Spider-Man viaja a Washington D. C. para evitar que Adrián Toomes y su tripulación roben armas de los restos del Triskelion. Una escena eliminada presenta a Peter Parker y sus compañeros de clase viendo los restos del Triskelion de su autobús escolar.

### Videojuegos
- En el videojuego Ultimate Spider-Man, una serie de carteles que representan El Triskelion que se ve anunciando una película llamada The Ultimates, algunos de los cuales incluyen referencia a una secuela por la inclusión del número 2.
- En Ultimate Spider-Man: Total Mayhem, el Triskelion está dañado por los agentes de Roxxon que intentan combinar el simbionte Venom con el suero de Oz, lo que permite una ruptura. Todos los escapados son recapturados por Spider-Man.
- El Triskelion aparece en el videojuego de Spider-Man: Shattered Dimensions. Ultimate Spider-Man combate a Carnage aquí cuando infecta a los reclusos de la prisión del Triskelion con simbiontes.
- El Triskelion aparece en Marvel Avengers Academy.